# Kenny Acheson
Kenneth Henry Acheson (Cookstown, Sjeverna Irska, 27. studenog 1957.) je bivši britanski vozač automobilističkih utrka. Godine 1977. osvojio je naslov prvaka u Sjevernoirskoj Formuli Ford 1600, a 1978. naslov prvaka u Britanskoj Formuli Ford. Godine 1980. osvojio je titulu viceprvaka u Britanskoj Formuli 3 iza prvaka Stefana Johanssona. U Europskoj Formuli 2 je nastupao od 1981. do 1983. U tri sezone je osvojio tri postolja, a najbolji rezultat je postigao 1982., kada je u bolidu Ralt RH6/82-Honda osvojio 12 bodova i sedmo mjesto u konačnom poretku vozača. Od 1981. do 1991. u razmacima je nastupao u Japanskoj Formuli 2. Najbolji rezultat je ostvario 1985. kada je s jednom pobjedom i još jednim postoljem, osvojio ukupno 66 bodova i treće mjesto u konačnom poretku vozača. U Formuli 1 je nastupao 1983. i 1985. za momčad RAM. Najbolji rezultat je ostvario 1983. na Velikoj nagradi Južne Afrike kada je osvojio 12. mjesto. Osam puta između 1985. i 1995. je nastupao na utrci 24 sata Le Mansa, a najbolji rezultat su mu bila dva 2. mjesta. Prvo 1989. za momčadi Team Sauber Mercedes, gdje su mu suvozači bili Mauro Baldi i Gianfranco Brancatelli, a zatim 1992. za momčad Toyota Team Tom's, gdje su mu suvozači bili Pierre-Henri Raphanel i Masanori Sekiya. Pobjeđivao je i na utrkama 500 milja Fujija, 480 km Brands Hatcha i 480 km Spa, a postolja je osvajao i na utrkama 500 km Suzuke, 480 km Dijona, 480 km Nürburgringa i 480 km Doningtona. Upisao je i nekoliko nastupa u IndyCaru 1984., no bez većih uspjeha.

## Vanjske poveznice
- Kenny Acheson - Driver Database
- Kenny Acheson - Stats F1
- All Results of Kenny Acheson - Racing Sports Cars